# Estatuillas cicládicas

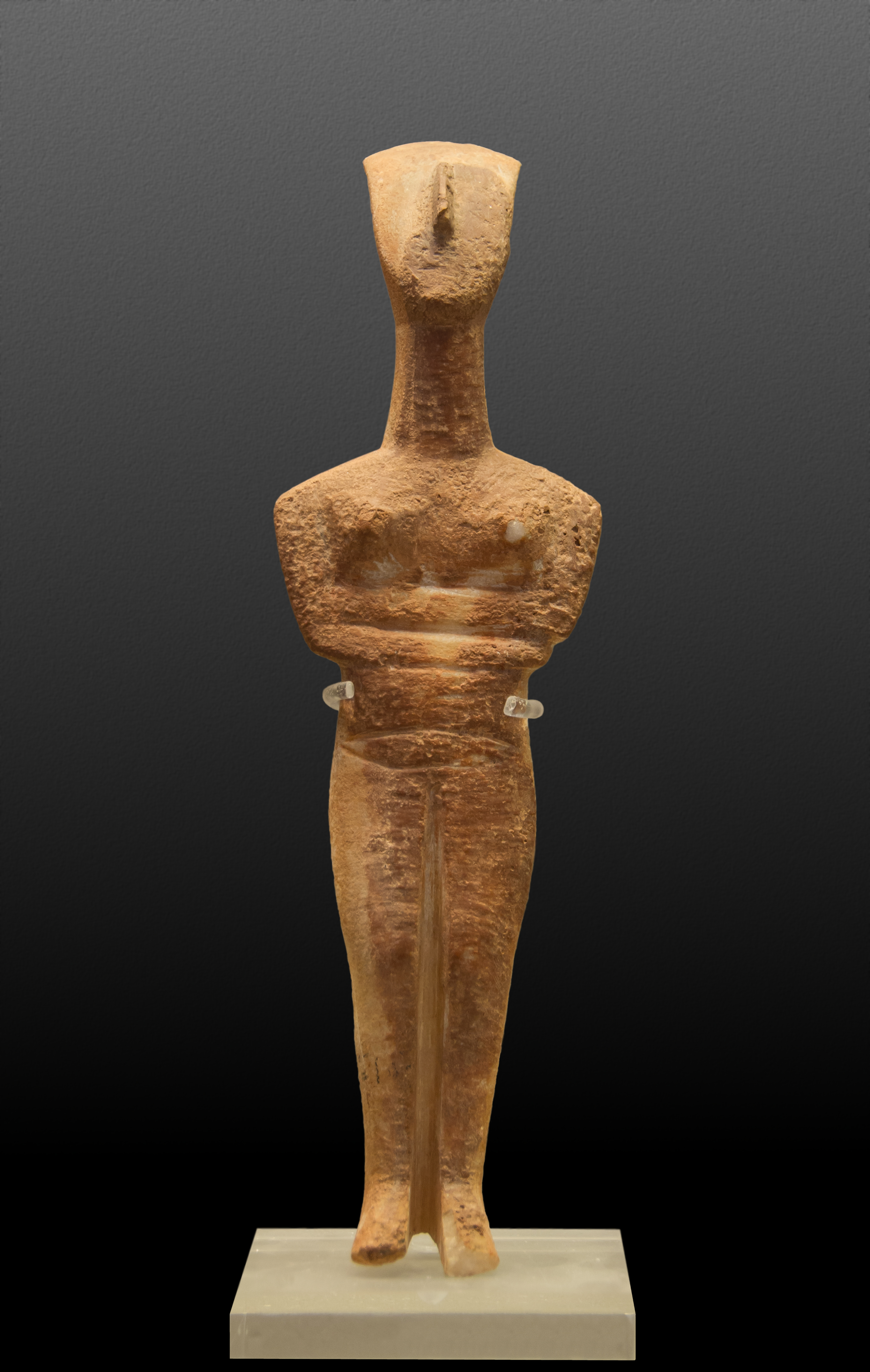
Estatuilla cicládica femenina.

Las Estatuillas cicládicas son esculturas de pequeño y mediano tamaño datadas en el III milenio a. C. y elaboradas en las islas Cícladas, que es el área de donde proceden la mayoría de las que se han conservado. No obstante, algunas han aparecido en otras zonas del Egeo, principalmente en tumbas cretenses. 

## Características

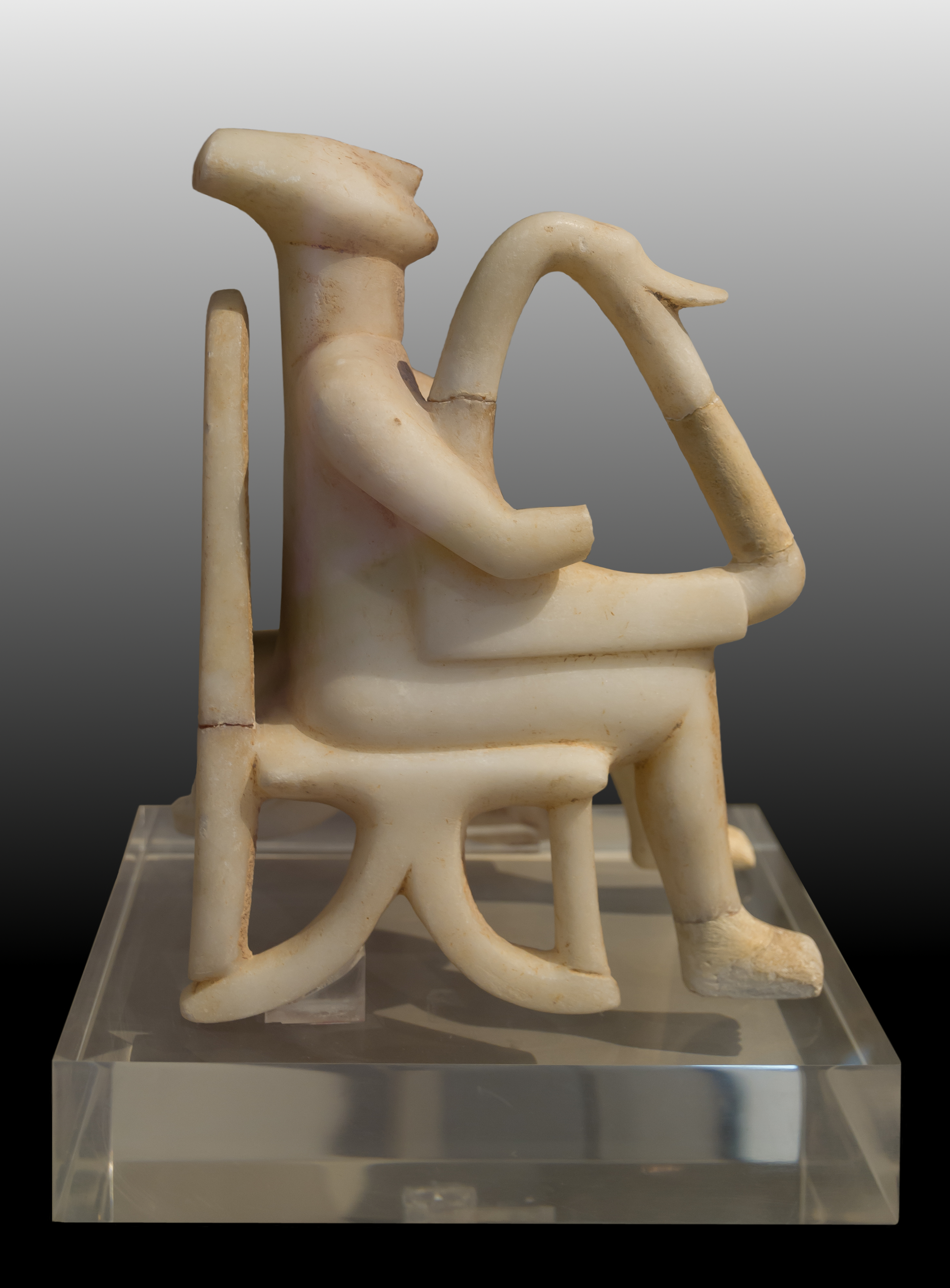
El conocido como Arpista de Keros. Museo Arqueológico Nacional de Atenas.

Son esculturas que utilizan como material base el mármol de la zona, muy compacto y de grano muy fino, antropomorfas, de perfiles redondeados, sin detalles marcados y que tienden al esquematismo. La suavidad de las líneas y de la superficie se conseguía desgastando y puliendo el mármol con piedra de esmeril o corindón. La presencia de pigmentos de colores rojos y azules indica que al menos algunas de ellas llegaron a tener decoración pintada.
En general son de reducido tamaño, de no más de 30 cm, aunque existen algunas que rondan los 1.5 m. Algunas presentan rotura intencionada del cuello y otras tienen orificios.

## Tipos
Por su forma, existen diferentes tipologías: por un lado, las que tienen tendencia a la abstracción, también llamadas de caja de violín, por su forma, y por otro, las que tratan de imitar los rasgos humanos de manera más realista. Entre estas últimas pueden distinguirse las de brazos cruzados bajo el pecho, las de mujeres embarazadas, las de mujeres que sostienen a sus hijos en sus brazos o encima de la cabeza, y las de músicos.
Las primeras tienen su apogeo durante prácticamente toda la primera mitad del III Milenio, aunque llegan hasta el Cicládico Medio como atestiguan las placas recortadas de Filacopí en la isla de Milos, datadas sobre el 1900 a. C. Las de brazos cruzados florecieron entre el 2400 y el 2000 a. C. El término realista debe tomarse en su sentido general pues estas figuras se caracterizan precisamente por sus facciones geométricas y por la representación sutil de los miembros del cuerpo, casi sin que se perciban las articulaciones. Sólo al final del periodo presentan algún detalle anatómico, como ojos y boca.
Las más antiguas, pertenecientes a la cultura de Grotta-Pelos (Cicládico Antiguo I), se pueden dividir en las de tipo caja de violín que, como se ha señalado antes, son las más abstractas dado que se componen de un cuerpo, un cuello largo y no tienen cabeza, aunque a veces incluyen detalles como los genitales o collares; las de tipo Plastiras, figuras femeninas de rasgos faciales muy marcados, salvo los ojos y las de tipo Louros, que tienen los brazos de forma horizontal, estirados.
Las de brazos cruzados de la cultura Keros-Siros (Cicládico Antiguo II) tienen, a su vez, diferentes variedades que se diferencian por ciertos rasgos particulares. Incluso a algunas se las ha podido asignar a un determinado taller o artista individual. Las de tipo Spedos son de apariencia robusta, una cintura más estrecha que la zona del abdomen y separada de la parte inferior del cuerpo por una hendidura horizontal, la parte inferior de las piernas separadas, una incisión en la rodilla, rostro convexo y cabeza en forma de «U». Las de tipo Kapsala tienen la cabeza ovalada, la espalda estrecha y los pechos proyectados. Las de tipo Dokatismata son figurillas delgadas y elegantes, de piernas largas y estrechas, así como el cuello, mientras la cabeza tiene forma triangular y la espalda es relativamente ancha. Las de tipo Jalandrianí tienen el tórax cuadradado, las piernas cortas, un cuello largo y cilíndrico y cabeza triangular. En este tipo el triángulo púbico es de gran tamaño.
En el Cicládico Antiguo II aparecen también algunas figuras de músicos y composiciones de varias figuras. Dos ejemplos destacados son el tocador de doble flauta o aulós y el tañedor de lira encontrados en la isla de Keros.
En Creta han aparecido también figurillas, entre las que se hallan algunas que se han definido como de tipo Kumasa, que son estatuillas pequeñas y planas, también de brazos cruzados, con las piernas cortas y hombros anchos.
Por otra parte, las estatuillas de la cultura Filakopí, que también pertenecen a la fase cicládica más tardía, son más parecidas a las de la fase más antigua dado que tienden hacia el esquematismo y la simplicidad, no se representan rasgos faciales ni articulaciones y el género de las figurillas no suele estar definido.
| Principales tipologías de las estatuillas cicládicas |                      | |                   |
| Denominación                                         | Cronología           | Características | Imagen de ejemplo |
| Pelos o «caja de violín»                             | Cultura Grotta-Pelos | Esquemáticas, sin cabeza, con forma de caja de violín                                                                               |                   |
| Plastiras                                            | Cultura Grotta-Pelos | Aparece la cabeza, con rasgos faciales muy marcados excepto los ojos                                                                |                   |
| Louros                                               | Cultura Grotta-Pelos | Brazos cortos extendidos en forma horizontal, ausencia de características faciales.                                                 |                   |
| Spedos                                               | Cultura Keros-Siros  | Cabeza en forma de U, cintura más estrecha en el abdomen, hendidura entre las piernas a la altura de la rodilla.                    |                   |
| Kapsala                                              | Cultura Keros-Siros  | Cabeza oval, sin nariz, espalda estrecha, brazos más abajo que los del tipo Spedos, pechos proyectados, carecen de triángulo púbico |                   |
| Dokatismata                                          | Cultura Keros-Siros  | Cuello largo y estrecho, piernas largas, espalda relativamente ancha, cabeza triangular                                             |                   |
| Jalandrianí                                          | Cultura Keros-Siros  | Cuello cilíndrico, piernas cortas, cabeza triangular, brazos más cerca del triángulo púbico.                                        |                   |

## Posibles funciones y simbología
A muchas de las estatuillas no se les puede asignar con certeza un género, pero otras representan con seguridad figuras femeninas. Se piensa que las que representan figuras femeninas desnudas, con los brazos cruzados sobre el vientre y los senos y el triángulo púbico bien marcados, puedan ser representaciones de la diosa de la fertilidad. Algunas de las estatuillas tienen los pies en postura oblicua y la cabeza algo inclinada hacia atrás, por lo que se ha pensado que podrían representar a mujeres tumbadas en el momento del parto. Por otra parte, también hay algunas figurillas masculinas que se representan en actitud de lucha, cazando, o tocando instrumentos musicales.
Aparecen, en su mayoría, en tumbas de cista, pero también en contextos habitacionales, por lo que se ha sugerido que se trataba de objetos de prestigio personales. No obstante, existen diversas teorías acerca del uso que se hizo de estas estatuillas. Se ha señalado que podrían tratarse de sustitutos de sacrificios humanos o bien imágenes de antepasados. También se ha sugerido que las más grandes podrían servir para indicar los lugares de enterramiento a modo de estelas, mientras que las más pequeñas pudieron ser muñecas infantiles o tener una función de protectoras de los muertos o como amuletos para acompañar a los difuntos (se las ha relacionado con los ushebtis egipcios).